# Jukun (peuple)
Pour les articles homonymes, voir Jukun.
Les Jukuns sont une population d'Afrique de l'Ouest et centrale vivant principalement au Nigeria dans la haute vallée de la Bénoué, également dans le nord-ouest du Cameroun.

## Ethnonymie
Selon les sources et le contexte, on observe de multiples formes : Abanu, Apang, Apa, Appa, Awapan, Babai, Baibai, Ba nu, Diukun, 
Djukkum, Djuku, Djunkun, Jikum, Jujun, Jukon, Juku, Jukum, Jukun, Jukuns, Kona, Korarafa, Kororafa, Kororofa, Kororofawa, Kororo, 
Kpanzo, Kpa, Kpe, Kuroroofa, Kur, Kwanaba, Kwana, Kwararafa, Kwarorrafa, Ndama, Nyufo, Ocan, Tshan, Urapang, Wapa.

## Langues
Ils parlent des langues bénoué-congolaises dites « jukunoides », dont le jukun takum.

## Culture

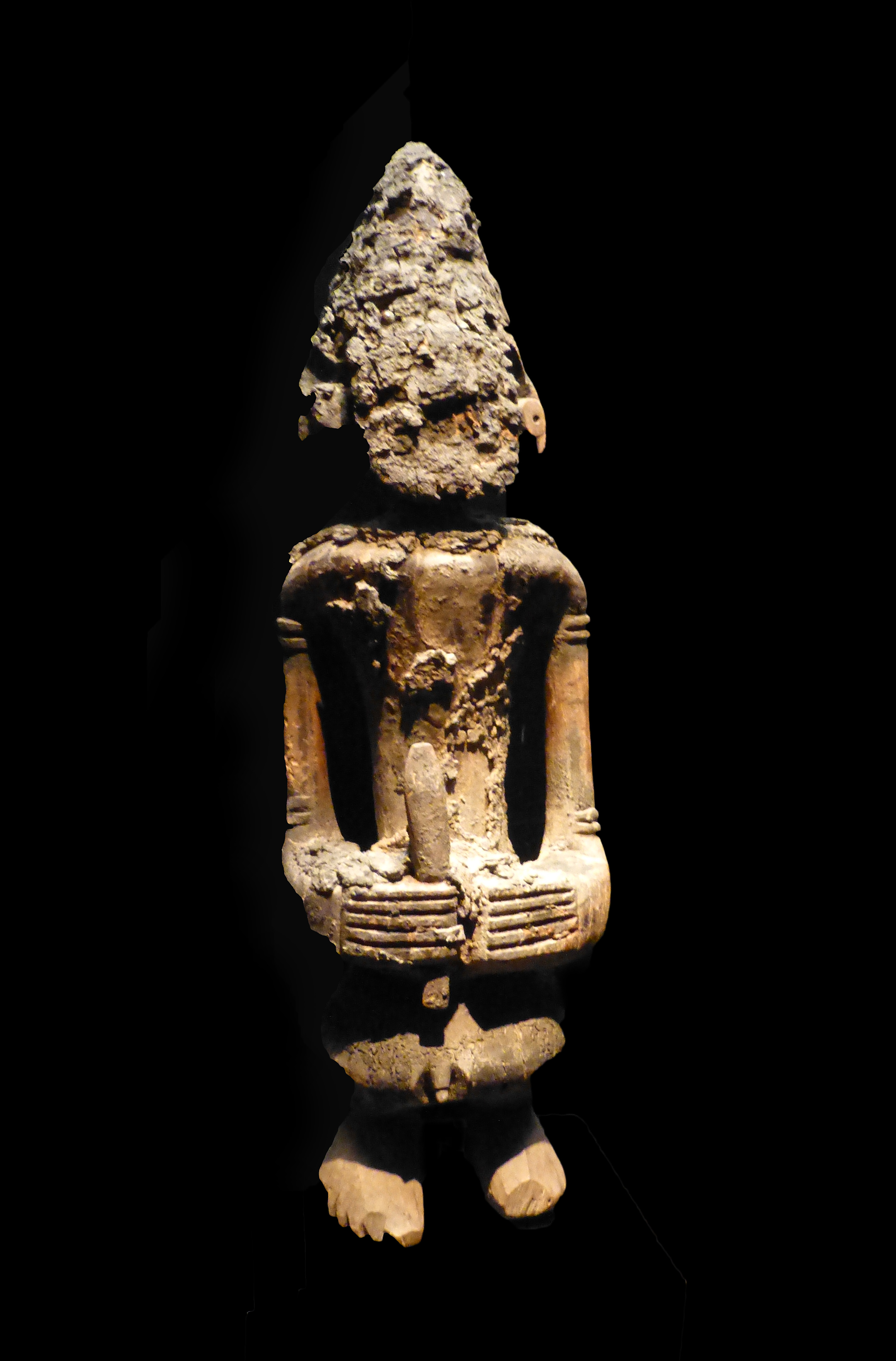
Statue masculine en bois[3].
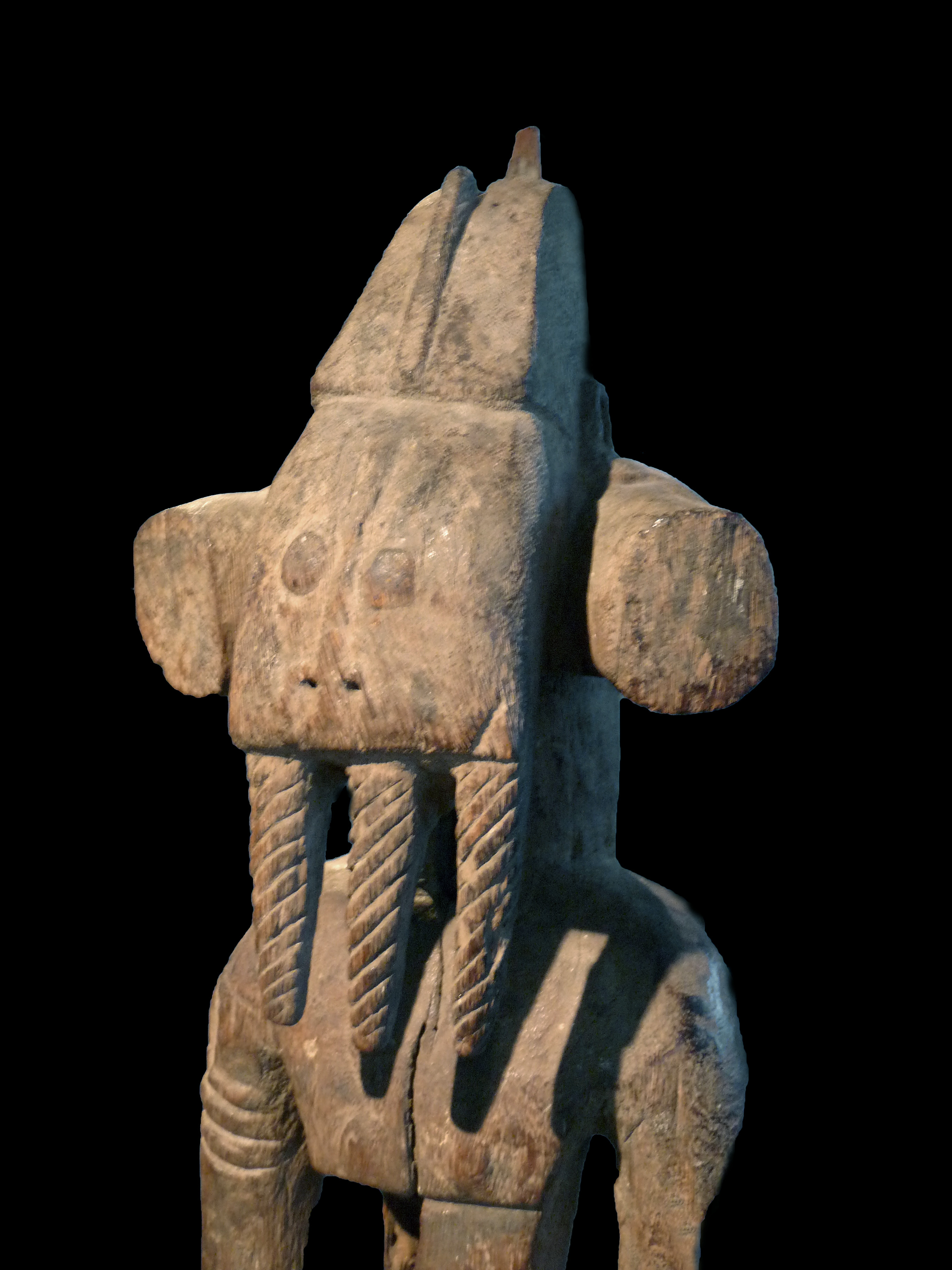
Sculpture masculine en bois (détail).
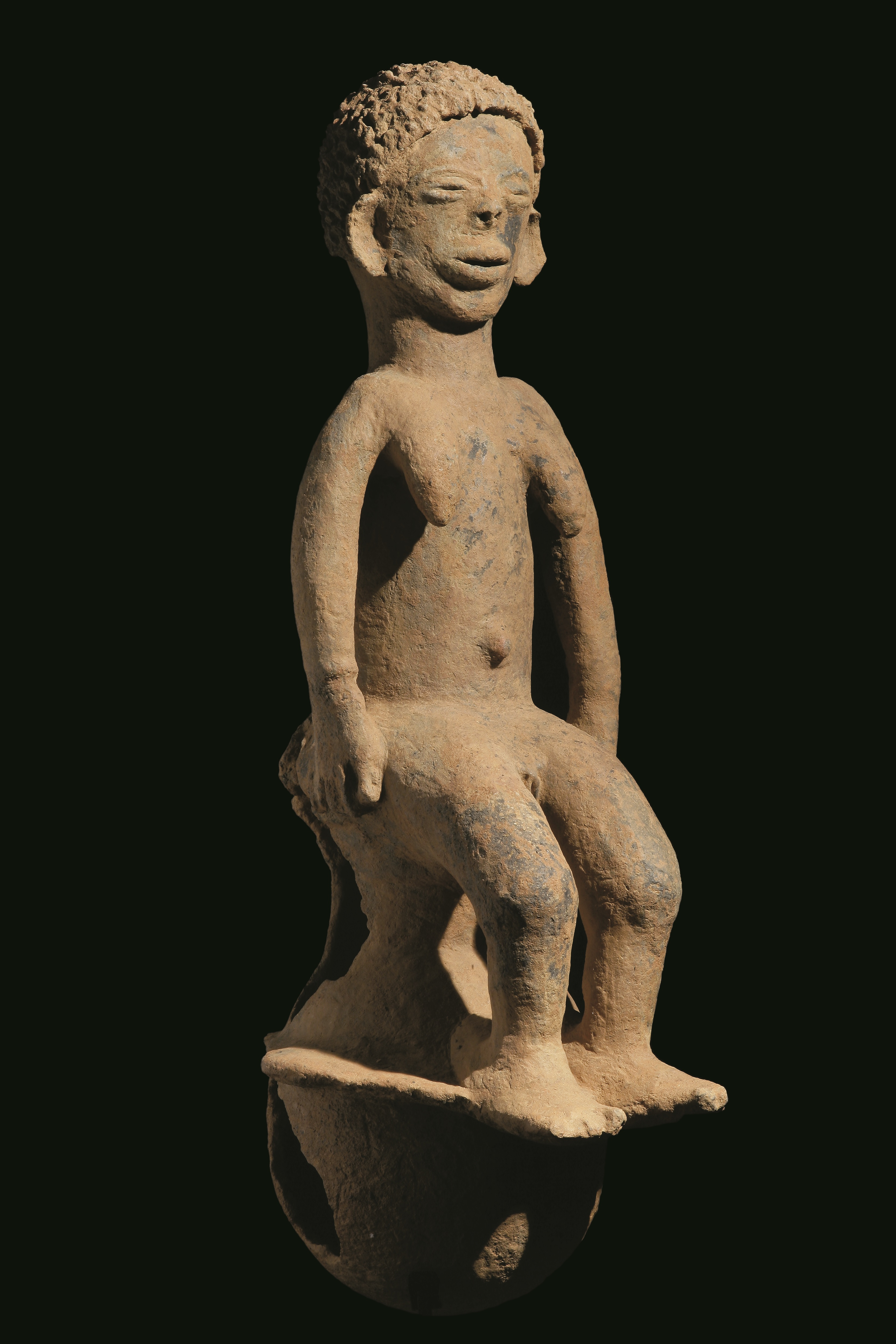
Statue féminine en terre cuite[4].
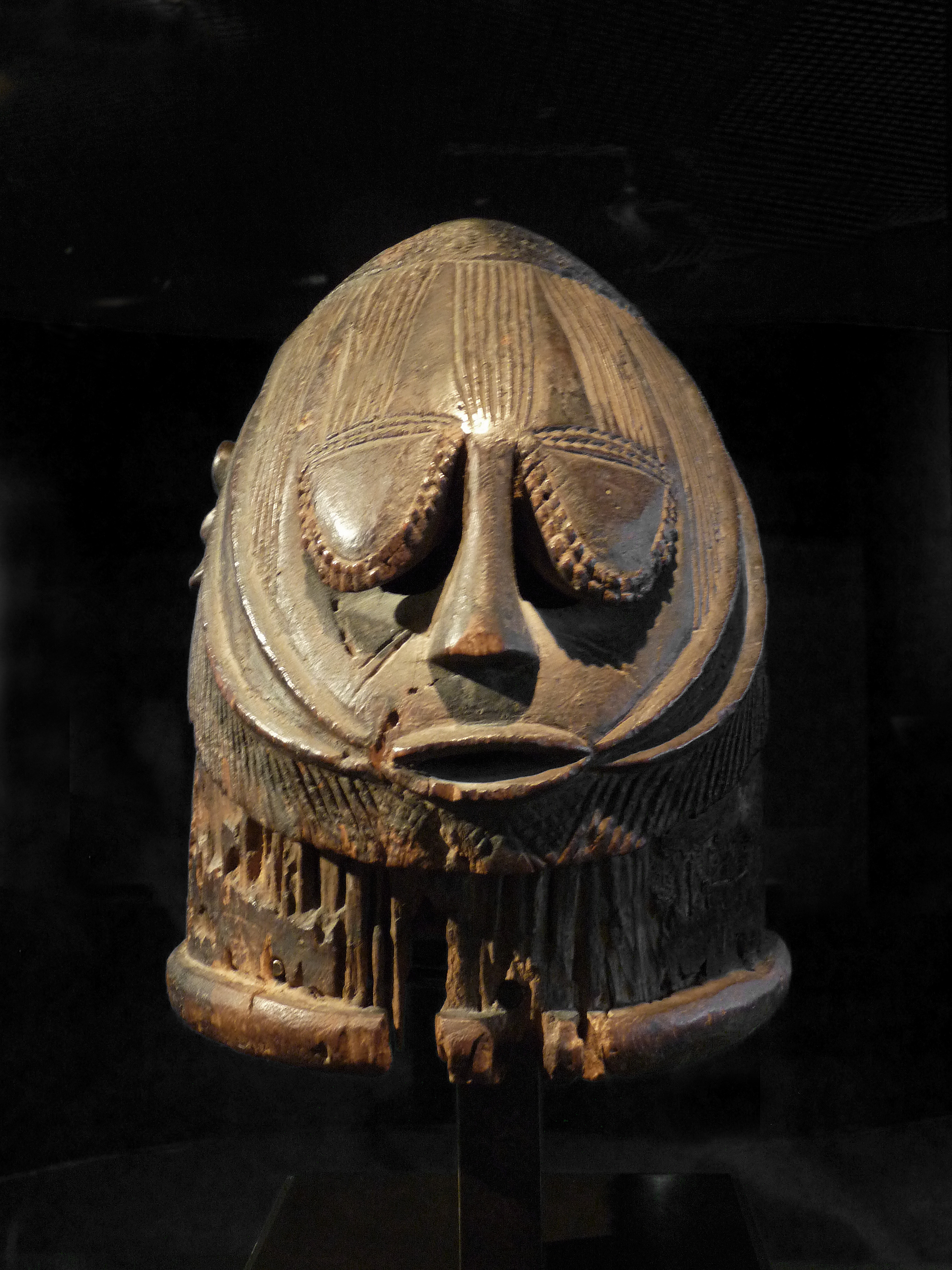
Masque-heaume Aku Washenki[5].